# Стибій
Сти́бій (Sb), інші назви антимон, сурма́ — хімічний елемент із атомним номером 51, сріблясто-білий крихкий напівметал, який застосовують у металургійній, гумовій, фармацевтичній промисловості, піротехніці тощо.
Символ Sb, ат. н. 51; ат. м. 121,75. У природі представлений двома стабільними ізотопами 121Sb (57,25 %) та 123Sb (42,75 %).

## Властивості

### Фізичні властивості
Проста речовина — стибій — сріблясто-білий блискучий метал, дуже крихкий. Густина 6618 кг/м³, tплав 630,5 °C; tкип 1634 °C.
Твердість за Брінеллем — від 320 до 580 МПа у технічного стибію, в залежності від чистоти (у чистого стибію 260 МПа). Модуль зсуву — 20 ГПа, модуль Юнга — 56 ГПа.
Енергія іонізації (еВ):
| Перший електрон | Другий | Третій | Четвертий | П'ятий |
| --------------- | ------ | ------ | --------- | ------ |
| 8,64            | 16,5   | 25,3   | 44,0      | 55,4   |

Питомий опір — 39×10−8 Ом·м (в 25 разів більший, ніж у срібла), температурний коефіцієнт опору — 5,1×10−3 К−1. Діамагнетик.

### Алотропні форми
За нормальних умов має ромбоедричну кристалічну ґратку з періодом 450,64 пм і кутом 57,1°. Цю форму називають сірим стибієм. Стибій не переходить в інші алотропічні форми при збільшенні температури, проте при збільшенні тиску вище 5 ГПа переходить в стан з кубічною ґраткою з періодом a=299,22 пм, вище 7,5 ГПа — утворює гексагональну ґратку з параметрами а=337,6 пм і с=534,1 пм, вище 14 ГПа — моноклінну з параметрами а=556 пм, b=404 пм, с=422 пм, β=86°.
Крім цього, відомі три аморфні форми: жовта, чорна і вибухова.
Жовтий стибій отримують реакцією чистого або озонованого кисню на рідкий гідрид стибію SH3. Ця модифікація є стабільною лише за низьких температур, а при -90 °C або під дією сонячного світла переходить в чорну.
Вибуховий стибій отримують електролізом. Він має чорний колір, і вкрай нестабільний — детонує від удару, нагрівання до 125 °C, електричної іскри. В присутності хлору, парів брому або йоду вибухає за кімнатної температури. З часом перетворюється на сіру металічну форму. Має густину 5,64—5,97 г/см³.
Чорний стибій отримують конденсацією парів стибію у вакуумі, окисненням гідриду стибію при температурі вище -90 °C або нагріванням жовтого стибію. Густина 5,3 г/см³. Має напівпровідникові властивості.

### Хімічні властивості
Стибій має 5 валентних електронів — 3 неспарених p-електрони, і 2 спарених s-електрони. Завдяки цьому, його характерна валентність 3, рідше 5.
Хімічно подібний до арсену і вісмуту. За звичайних умов стибій на повітрі не змінюється. На світлі або у вологому повітрі втрачає блиск, стає матовим.
З киснем взаємодіє лише в розплавленому стані, утворюючи Sb2O3; з воднем і азотом при нормальних умовах не реагує. Активно взаємодіє з галогенами (за винятком F2).
Утворює оксиди Sb2О3, Sb2О4, Sb2О5, сполуки з металами — антимоніди, сульфіди Sb2S3 та ін.
Сполуки оксидів стибію і води є дуже слабкими кислотами. Виділяють стибієву кислоту (HSbO3), метастибієву кислоту (HSbO2), піростибієву кислоту (H4Sb2O7) та інші.
Металічний стибій не розчиняється в хлоридній кислоті (як розбавленій так і концентрованій), проте розчиняється у азотній і концентрованій сульфатній кислотах.
При 360–400 °C реагує з сірководнем, а при 830–1100 °C з двоокисом вуглецю.
Металічний стибій не є отруйним для людини, проте багато його сполук, особливо з тривалентним стибієм, токсичні. Гранично допустима концентрація — 0,5 мг/м³.

### Ізотопи
Природний стибій є сумішшю двох ізотопів з масовими числами 121 (57,21 %) і 123 (42,79 %). Крім них, були штучно отримані 50 ізотопів стибію з масовими числами від 103 до 140, 14 з яких — метастабільні. Найбільш довгоживучим є ізотоп 125Sb, період напіврозпаду якого — 2,75 року.

## Історія

Алхімічні символи стибію

Стибій відомий з глибокої давнини. У країнах Сходу він вживався приблизно за 3000 років до н. е. для виготовлення посуду. У Стародавньому Єгипті вже в 19 ст. до н. е. порошок сурм'яного блиску (природний Sb2S3) під назвою mesten або stem застосовувався для чорніння брів.
У Стародавній Греції він був відомий як στίμμι, στἰβι (сходить до єгипетського джерела), звідси латинська назва stibium. Близько 12-14 ст. н. е. з'явилася назва antimonium (від грец. ανθήμόνιον — «квітка», з огляду на форму самородних кристалів).
Алхіміки не включали стибій до металів, проте використовували його у своїй роботі. Наприклад, він згадується у роботах Артефіуса. Проте, сучасні дослідники вважають, що алхіміки називали антимонієм не чистий стибій, а його мінерали, в першу чергу, антимоніт. Метал, що виплавлявся з антимоніту зазвичай вважали забрудненим свинцем. Перша достовірна згадка про стибій як окремий метал відноситься до 16 століття — італійський вчений, інженер і металург Бірінгуччо Ванноччо описує спосіб його виплавки і зовнішній вигляд.
Ісаак Ньютон відкрив, що чистий металічний стибій формує на поверхні зірчастий малюнок, якщо охолоджувати його повільно, і провів багато досліджень цієї структури, яку він назвав «Star regulus».
У 1789 А. Лавуазьє включив стибій до списку хімічних елементів під назвою antimoine. Українська назва «сурма» запозичена з тюркських мов (тур. sürme, крим-тат. sürmë — так називалась чорна фарба для підмальовування брів, вусів, які в свою чергу, походили від перс. surma — «метал»).

## Поширення
Середній вміст в земній корі (кларк) 5•10−5 %. Стибій концентрується в гідротермальних родовищах. Відомі власне стибієві, а також стибієво-ртутні, стибієво-свинцеві, золото-стибієві, стибієво-вольфрамові родовища. Відомо 120 мінералів, що містять стибій. Найголовнішим в первинних рудах є антимоніт Sb2S3 (71,4 %), менше значення мають: в первинних рудах лівінгстоніт HgSb4S7 (51,6 %), бертьєрит FeSb2S4 (57,0 %), гудмундит FeSbS (57,8 %), тетраедрит Сu12Sb4S13 (29,2 %), джемсоніт Pb4FeSb6S14 (35,4 %), буланжерит Pb5Sb4S11 (25,7 %), надорит PbSbO2Cl (31 %); в окиснених рудах — валентиніт Sb2O3 ромб. (83,5 %), сенармонтит Sb2O3 куб. (83,5 %), сервантит Sb2O4 (79,2 %), кермезит Sb2SO (75,0 %) і стибіконіт (Са, Sb)2 Sb2O6 (О, ОН) (76,4 %). Завдяки спорідненості до сірки стибій у вигляді домішок часто входить в сульфіди арсену, бісмуту, нікелю, свинцю, ртуті, срібла.
В 2010 році у світі було видобуто 167 тис. тонн стибію, 150 з яких — у Китаї. Також у трійку найбільших світових постачальників стибію входить Болівія (5 тис. тонн) і Росія (3 тис. тонн).

## Отримання

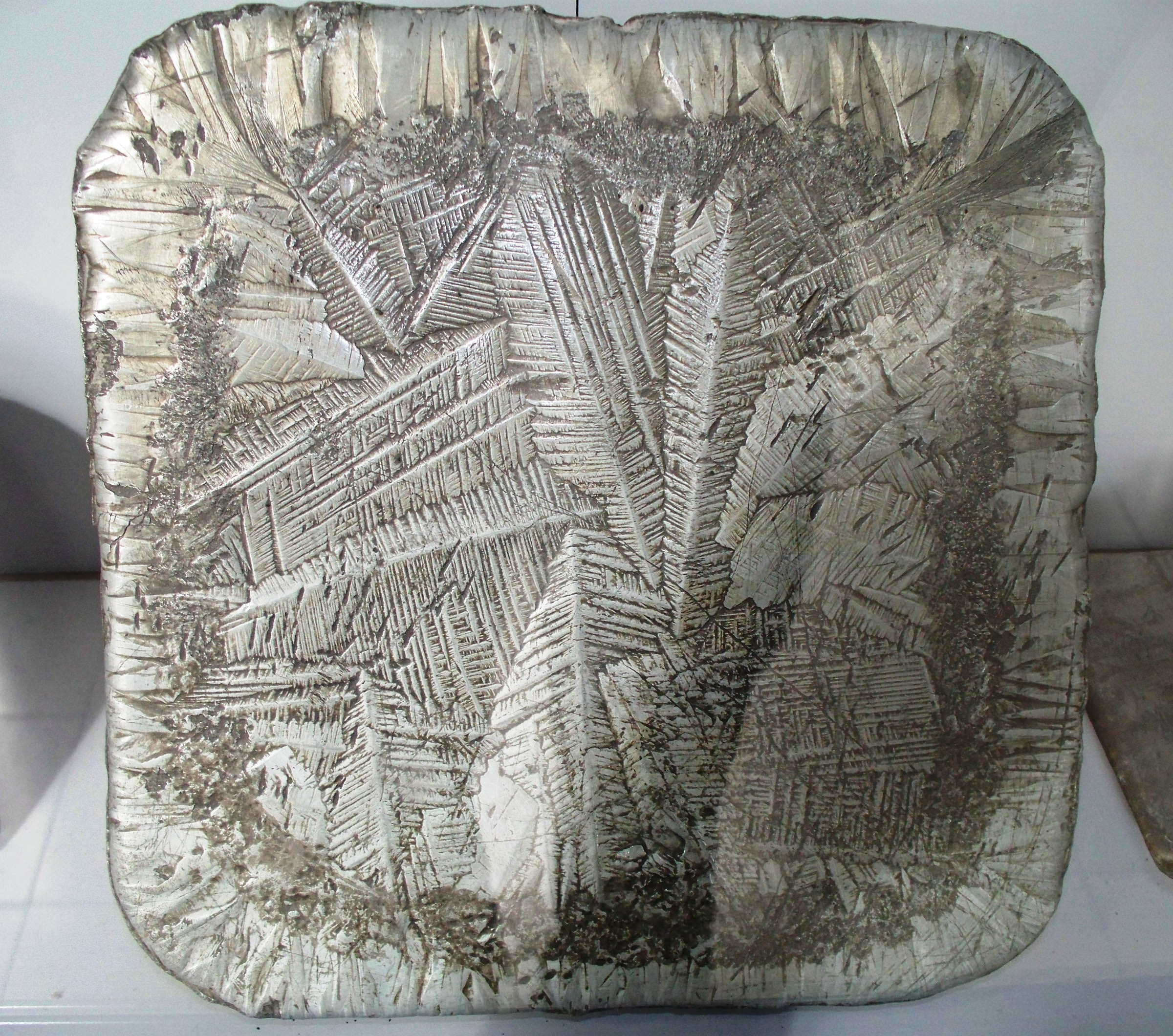
Зірчаста поверхня зливка стибію

Стибій отримують зі стибієвих, ртутно-стибієвих і золото-стибієвих руд, попутно з поліметалічних, олов'яних і вольфрамових руд. Якщо концентрація Sb у руді становить менше 10 %, її попередньо збагачують. Рудні концентрати далі переробляють пірометалургійними і гідрометалургійними методами. В першому випадку руду прожарюють у присутності заліза (сірка більш охоче взаємодіє з залізом, ніж зі стибієм), а в другому — руду оброблюють розчином сульфіду натрію і гідроксиду натрію, після чого стибій, що перейшов у розчин видобувається електролізом. Гідрометалургічні методи краще підходять для руд з низькою концентрацією Sb. Вміст стибію в чорновому металі понад 90 %.
Для подальшої очистки метал піддають вогняному рафінуванню. Зливки стибію високої чистоти традиційно мають «зірчасту» поверхню. Для її отримання стибій плавлять з «зірчастим» шлаком, що складається з антимонатів натрію (nSb2O3·mNa2O).
Хімічно чистий стибій отримують у процесі зонного плавлення в інертній атмосфері.

## Застосування
Найбільш широко застосовуваною сполукою стибію є триоксид стибію (Sb2O3), що використовується як антипірен — сполука, що ускладнює займання інших речовин, в першу чергу різноманітних полімерів і тканин. Близько 60 % усього стибію, що видобувається в світі використовується таким чином.
Металічний стибій переважно застосовується у сплавах. У 2000 році таким чином було використано 20 % стибію у світі. 
Додавання стибію до свинцю робить його більш твердим. Такий свинець відомий під назвою гартблей, або твердий свинець, і використовується для виготовлення труб, оболонок кабелів, куль та дробу, тощо. Найбільш масовим застосуванням металічного стибію є його використання у сплавах зі свинцем у автомобільних акумуляторах. 
Сплави стибію зі свинцем або оловом (бабіти) є антифрикційними сплавами, і використовуються для виготовлення підшипників та в інших галузях.
Сплав, що містить 82 % свинцю, 3 % олова і 15 % стибію називають типографський метал, або гарт, і використовується для виготовлення типографських літер і стереотипів завдяки своїй легкоплавкості, твердості і дуже малій усадці при твердненні.
Сплави стибію з міддю і сріблом використовуються як припій.
Надчистий стибій використовують як донорну домішку до германію для виготовлення напівпровідників.
Антимонід індію має найбільшу рухливість електронів і довжину їх вільного пробігу. Він використовується у детекторах інфрачервоного випромінювання, датчиках Холла (компактні прилади для вимірювання напруженості магнітного поля), фотоелементах високої чутливості, швидкодіючих транзисторах.
Антимоніди галію та алюмінію використовуються для виготовлення високочастотних діодів і тріодів.
З чистого стибію виготовляють електроди, що використовуються для вимірювання pH.
Багато сполук стибію використовуються для виготовлення фарб, емалей та глазурей. Наприклад, пігмент неаполітанський жовтий є свинцевою сіллю стибієвої кислоти (Sb2O5·nPbO). Серед інших фарб стибієвої групи можна назвати стибієву кіновар (Sb2S3) і стибієві білила, а також метасурмянокислий натрій (NaSbO3), що використовується у глазурях.
Сульфід стибію міститься у суміші, що нанесена на бічну поверхню коробок сірників.
Суміш стибію і берилію використовується як джерело нейтронів дуже вузького спектру (97 % з них мають енергію близько 23 кеВ). Для цього суміш опромінюють нейтронами зі стороннього джерела, що призводить до захоплення стибієм-123 нейтронів, і перетворенням на радіоактивний стибій-124 з періодом напіврозпаду 60 днів. Розпадаючись, стибій-124 випромінює фотони, які реагують з ядрами берилію, вивільняючи нейтрони. Вузькість спектру нейтронів спричинена вузькістю спектру фотонів.
Препарати, що містять стибій, застосовуються при лікуванні деяких паразитарних хвороб після вивчення протипаразитарної дії стибія німецьким науковцем Паулем Уленгутом.